# مدرسه کانانیان
مدرسه کانانیان یک مدرسه ارمنی در منطقه جلفا، اصفهان بود که در ۲۶ سپتامبر ۱۹۰۵ (مهر ۱۲۸۴) بنا شد. مدرسه‌ای که به یادبود «گئورگ کانانیان»، مدیری بنام در یکی از مدارس ارمنی‌زبان مسکو، در سال ۱۹۰۵ با همان نام تأسیس شد و از معدود بناهایی است که در زمان خود که به‌طور ویژه جهت کاربری آموزشی طراحی شد. فعالیت آموزشی در هردوی این مدارس در سال ۱۳۸۹ متوقف گردید و دانش آموزان ارمنی به بنای تازه تأسیس‌شده در مدرسه مرکزی ارمنیان منتقل شدند. همسر گئورگ کانانیان بنا به وصیت شوهرش مدرسه کانانیان را به عنوان اولین مدرسه دخترانه ارمنی در منطقه جلفا اصفهان ساخت و آن را به نام شوهرش کانانیان نامگذاری کرد.

## دانش‌آموختگان سرشناس
- مارکو گریگوریان